# Marschnerstraße 43 (München)

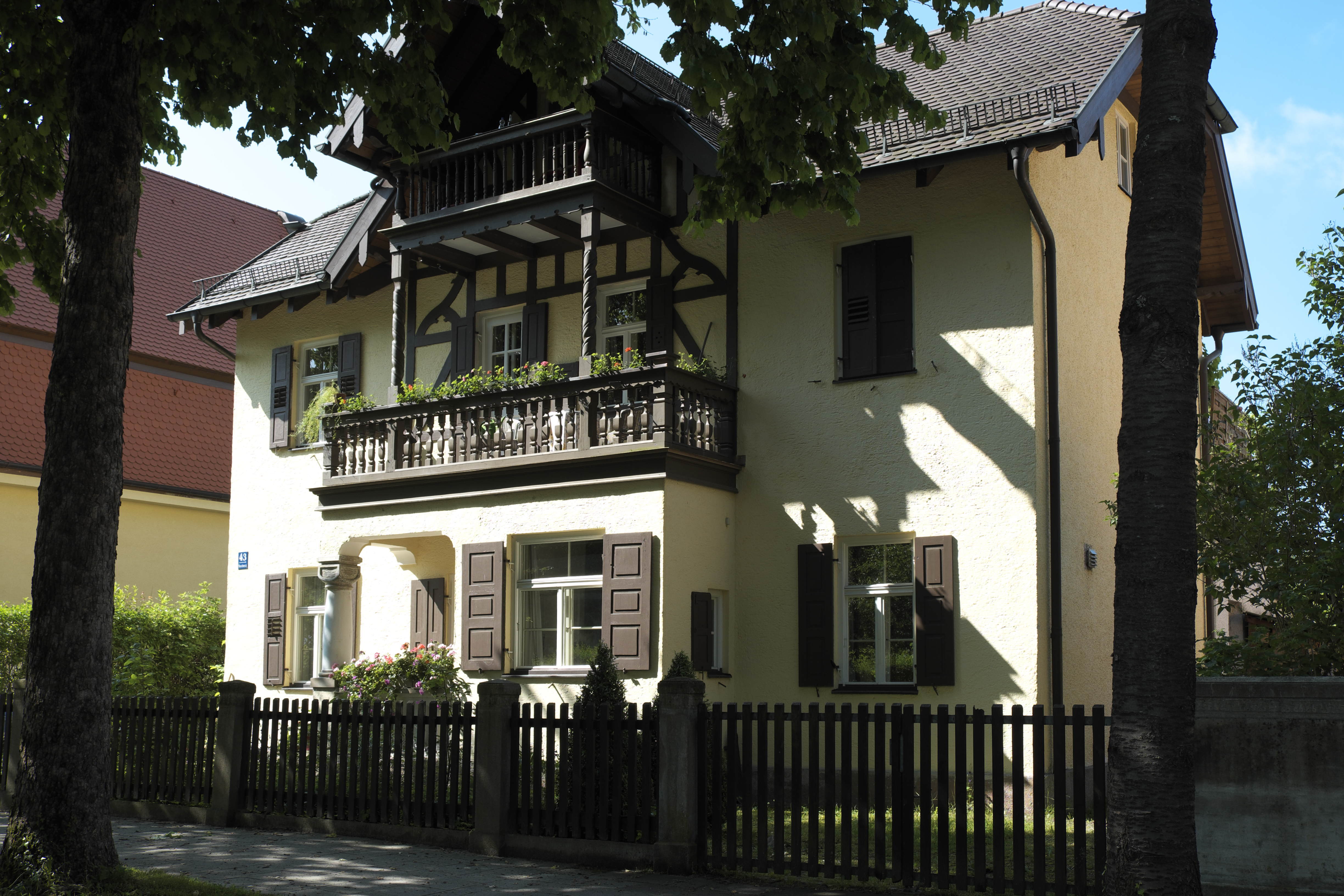
Haus Marschnerstraße 43 in Obermenzing

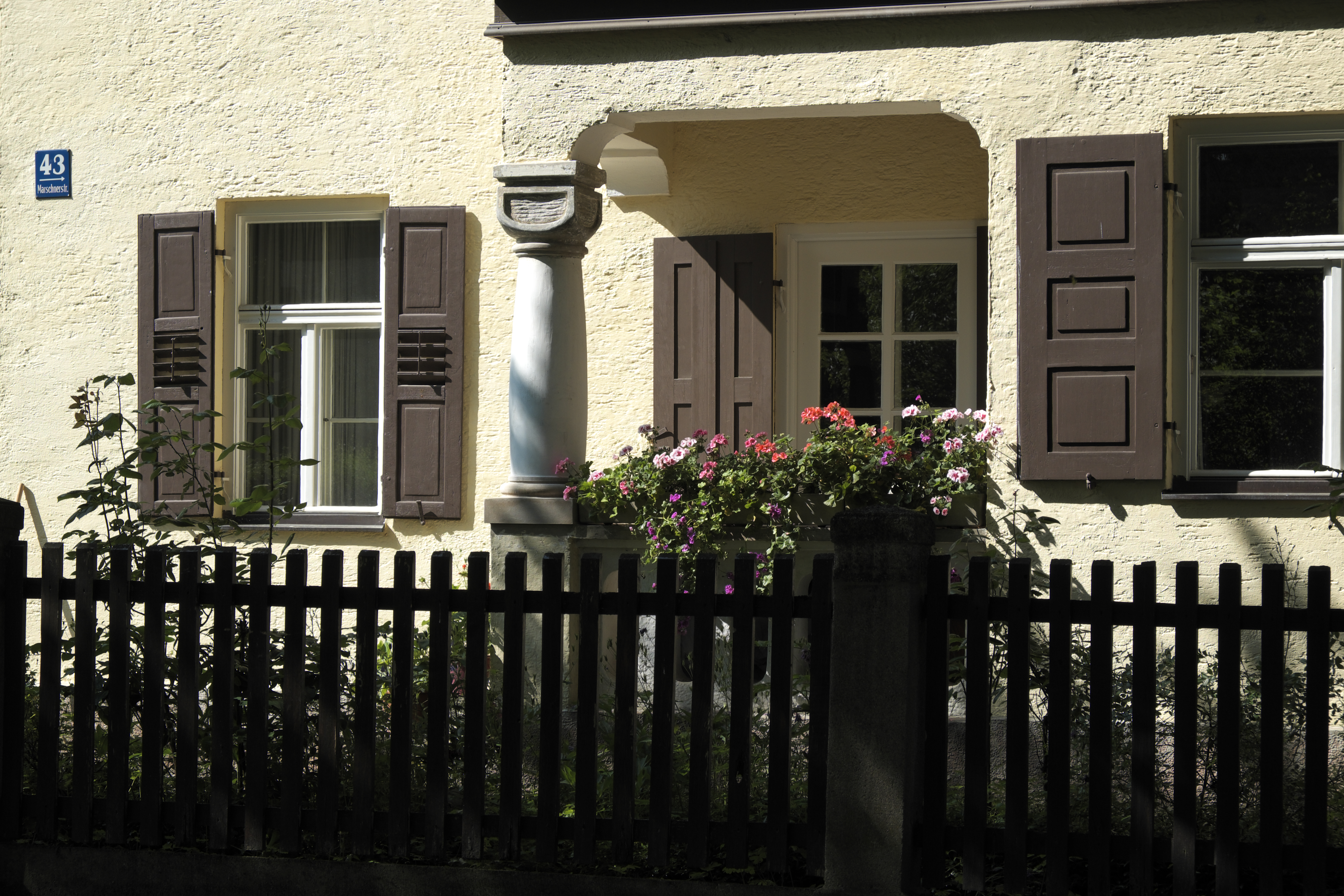
Eingangsbereich

Das Wohnhaus Marschnerstraße 43 im Stadtteil Obermenzing der bayerischen Landeshauptstadt München wurde 1910 errichtet. Die Villa an der Marschnerstraße ist ein geschütztes Baudenkmal.
Die Villa im Landhausstil wurde vom Büro August Exter entworfen. Der traufseitige Halbwalmdachbau mit mittlerem Quergiebel in Fachwerkbauweise ist ein typischer Bau für die Pasinger Villenkolonien (siehe Villenkolonie Pasing I und Villenkolonie Pasing II), der in verschiedenen Variationen ausgeführt wurde.